# 欣興電子
欣興電子股份有限公司，簡稱欣興電子（臺證所：3037），創立於1990年1月25日，是台灣一家以印刷電路板（PCB）製造起家的電子公司，為聯華電子的責任企業，一度是世界排名第一的印刷电路板（PCB）生产商，現今位居世界排名前五名。總部設於桃園市龜山工業區。

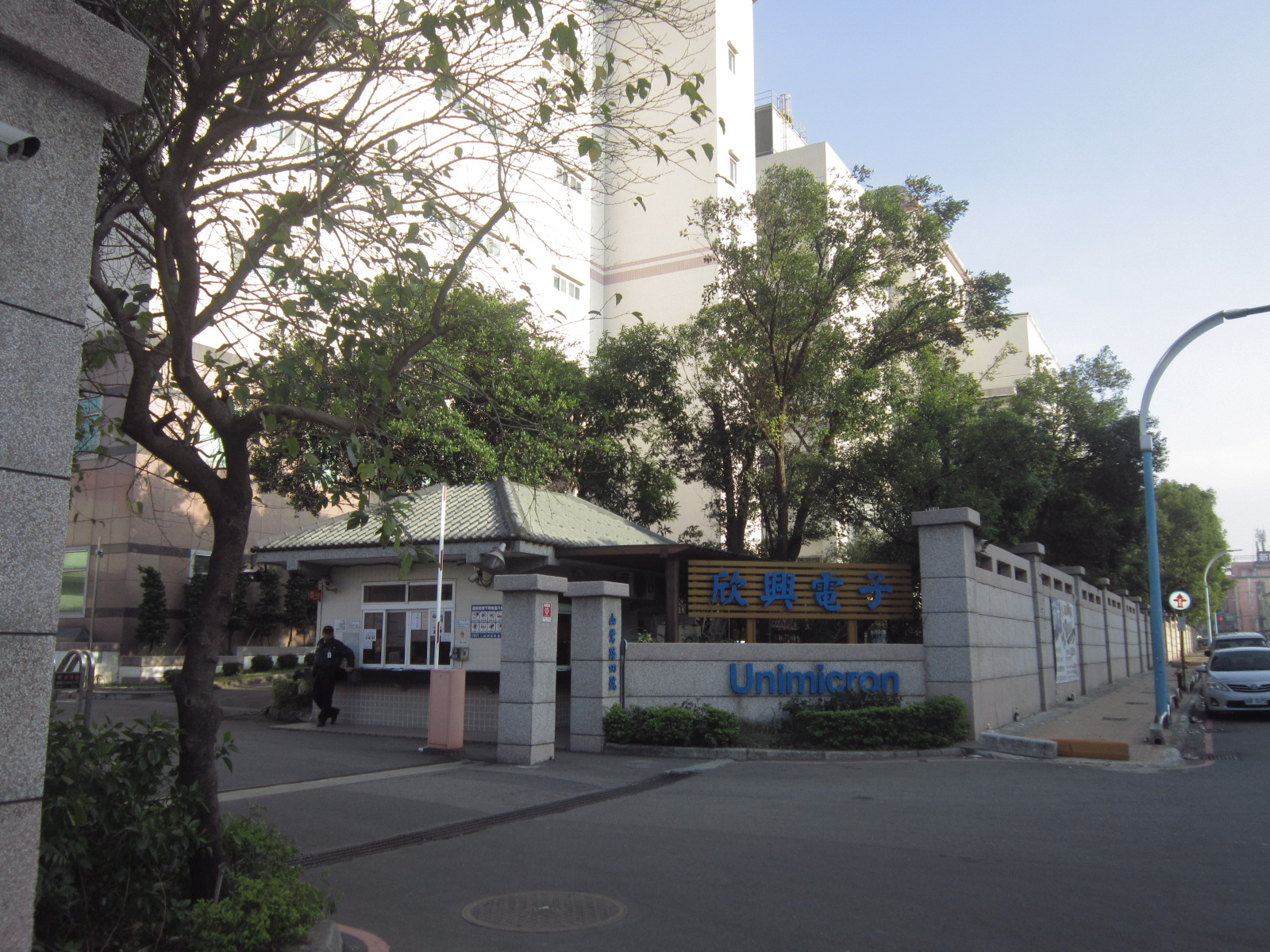
欣興電子山鶯廠，位於桃園市龜山區山鶯路173號

欣兴成长迅速，迄今已成为世界级的电路板供货商。公司于过去15年，每年皆有获利，并且在营业额及市占率上，皆较为稳定。 在电路板事业部，欣兴是主要手机大厂所青睐的供货商；在载板事业部，欣兴也是CSP(Chip Scale package)的领导供货商。 欣兴承诺，藉由制程效率的不断提升及持续的技术发展，必能达到，甚至超越客户的要求。 公司的竞争优势包括了HDI的生产、多层板 ( up to 30 Layers )、软硬覆合板 、CSP(用于手机和PDA上)、多层的CSP、modules、and PBGA(plastic ball grid array package)。公司也巨额投资于Flip chip package技术，于2006年开始量产，藉此挤身全球的领导地位；此外，超薄的载板技术、埋入式被动组件的积极开发，为欣兴电子通过技术研发快速提升为世界级公司提供了有利条件。
关于布局方面，工厂分别坐落于台湾桃园、新竹一带。此外， 欣兴于深圳和上海区域，皆设有重要的生产线。在全球方面，为了迅速因应客户的需求，亦在美国、 欧洲 、亚洲设有业务分部和代表， 这皆有利于公司确认和掌握全球各种不同市场周期性的商机。
藉由精确地洞察未来市场和不同的客户群，并且持续发展新技术和逐步扩充生产量，使欣兴电子能保有领先地位。 欣兴拥有坚强的客户群基础，包括一级手机大厂 、主要消费性产品公司、主要世界级 IDM公司。 欣兴致力于技术发展，并且计划性于生产中、高阶产品上，持续提升产能以满足客户变化性需求。 持续成长的路线，并保持一级供货商的地位，使欣兴保有有利的竞争优势。

## 簡史
前身為新興電子，於1990年1月重組後更改為現今名稱，1998年12月9日掛牌上市。
2001年，聯電集團重組旗下的新興電子，以欣興電子為存續公司，再將群策電子、恆業電子合併。2009年欣兴电子以换股方式合并IC载板厂「全懋精密科技」后，成为当时臺灣證券市場上股本最大的PCB廠。欣兴电子同时也是MSCI全球标准成分股之一。
2009年9月公司透過旗下控股公司UniSmart Holding Limited與BlueBay合作投資歐洲地區第三大PCB製造廠德國PCB製造商RUWEL，以製造汽車用板與工業用板為主。
2015年6月公司股東常會決議分割軟硬複合板事業，設立「群浤科技股份有限公司」，分割基準日2015年12月1日。但於2023年7月1日再度合併，成為欣興電子仁義廠。
在臺灣食安風暴席捲下，顧慮到旗下員工「食」的問題，因此成立了旗下事業處「植物科技」，運用LED技術種植蔬菜及其他食材，將食材用在公司員工餐廳及麵包店。
2025年1月1日，完成整併旭德科技。

## 生產基地
| 工廠           | 地點                                | 備註               |
| -------------- | ----------------------------------- | ------------------ |
| 山鶯廠         | 臺灣桃園市龜山區山鶯路179號         |                    |
| 中園廠(已關廠) | 臺灣桃園市中壢區中園路一段192-3號   | 現址為河洛半導體   |
| 合江廠         | 臺灣桃園市中壢區合江路12號          |                    |
| 合江二廠       | 臺灣桃園市中壢區合圳南路2號         |                    |
| 蘆竹二廠       | 臺灣桃園市蘆竹區南山路二段470巷21號 |                    |
| 蘆竹三廠       | 臺灣桃園市大園區民權路5號           |                    |
| 楊梅廠         | 臺灣桃園市楊梅區梅獅路一段426巷68號 |                    |
| 新豐廠         | 臺灣新竹縣新豐鄉中崙村290號         | 前身：全懋精密科技 |
| 仁義廠         | 臺灣新竹縣湖口鄉仁義路10-1號        | 原：群浤科技       |
| 光復一廠       | 臺灣新竹縣湖口鄉光復北路75號        |                    |
| 光復二廠       | 臺灣新竹縣湖口鄉光復北路73號        |                    |

## 轉投資及子公司
欣興電子在全球的佈局以中國、香港為主，藉以降低成本
臺灣：
- 旭德科技（成立於1998年8月，2000年1月併入欣興集團）
- 聯致科技（轉投資，成立於1998年9月7日）
- 群浤科技（前身為欣興電子興邦廠，2016年3月1日組織正式分割營運，2023年7月1日再度合併）

香港
- 柏拉圖電子（1999年11月併入）

中國深圳：
- 聯能科技

中國蘇州：
- 群策科技（2001年10月併入）

中國崑山：
- 同泰電子
- 鼎鑫電子（2002年3月併入）

## 污染調查
做為蘋果公司供應商，欣興電子2011年和其他位於中國大陸的廠家受到相閞污染調查的檢視：由“自然之友”、“公眾環境研究中心”、“環友科技”、“南京綠石”等多家中國環保組織聯合發佈的調查報告稱「蘋果的印刷電路板供應商欣興電子在昆山的工廠也存在嚴重的污染問題」，而鼎鑫廠週遭居民亦有抱怨廢水及廢氣的破壞。
2013年，《華爾街日報》報導，據傳中華人民共和國政府正調查關於兩家蘋果供應商富士康和欣興電子汙染環境的相關指控。

## 爭議事件

### 麵包券取代生日及三節禮金
2016年，網路上有自稱欣興員工出面爆料，公司福委會每月於薪資中收取福利金後，本於三節及生日時發放數百元不等的禮金，被福委會改為發放欣興集團的關係企業麵包店的禮券，雖麵包券的額度較禮金直接發放來得高，仍造成員工不滿。後續欣興電子公關出面澄清，福委會確實有發放麵包券，但可由員工自行選擇收取禮金或者麵包券。

### 圓夢假
2023年，適逢五一勞動節傳出強迫員工休特休、不允許報加班費，以及休「圓夢假」等，引發關注。桃園市政府勞動局隨後亦發布新聞稿表示，經派員至欣興實施勞動檢查，發現自3月起有排定「圓夢假」的情事，實施期間未給付勞工工資，涉有違反「勞動基準法」及「因應景氣影響勞雇雙方協商減少工時應行注意事項」規定，有薪資未全額給付予勞工的情形。

## 外部連結
- 欣興電子 （页面存档备份，存于） （繁體中文）（英文）（日語）